# Muhammad Chátamí
Muhammad Chátamí (persky سید محمد خاتمی‎; * 14. října 1943, Ardakan) je íránský učenec, filosof, ší'itský teolog a reformní politik. V letech 1997 až 2005 zastával post íránského prezidenta. V minulosti působil v 80. a 90. letech jako ministr kultury. V současnosti je jedním z vůdců íránského Zeleného hnutí a otevřený kritik bývalé vlády prezidenta Ahmadínežáda.
Ač původně málo známý, podařilo se Chátamímu upoutat světovou pozornost poté, co v prezidentských volbách v roce 1997 získal takřka 70 % hlasů. Ve volbách se zasazoval o liberalizaci a reformy. Během dvou funkčních období svého prezidentství obhajoval svobodu slova, toleranci a občanskou společnost, konstruktivní diplomatické vztahy s ostatními státy, včetně států asijských a Evropské unie, a ekonomickou politiku podporující volný trh a zahraniční investice.
V roce 2001 vyhlásila Organizace spojených národů tento rok na Chátamího návrh jako „rok dialogu mezi civilizacemi.“
V únoru 2009 oznámil záměr kandidovat v nastávajících volbách, ale již následující měsíc svou kandidaturu stáhl ve prospěch svého přítele a bývalého íránského premiéra Míra Husajna Musávího.

## Vyznamenání
- Řád José Martího, Kuba, 2000[8][9]
- velkokříž s řetězem Řádu osvoboditele, Venezuela